# جيف بوفير
جيف بوفير (بالإنجليزية: Geoff Bouvier)‏ هو شاعر أمريكي، ولد في 25 مايو 1969.